# معركة تاورغاء (جهة طرابلس)
معركة تاورغاء هي معركة وقعت بين العباسيين والخوارج في مدينة طرابلس في ليبيا حاليا في سنة 144 للهجرة.

## خلفية
بعد مقتل عبد الرحمن بن حبيب الفهري والي إفريقية على يد أخواه إلياس وعبد الوارث في ذي الحجة عام 137هـ/مايو 755 م. وتولى أخوه أمور أفريقيا والقيروان، لكن بعد مضي سنة وستة أشهر قاتله حبيب بن عبد الرحمن الفهري وقتله وأقبل به إلى القيروان، بعدها مباشرة قام البربر بإفريقية على حبيب بعدما هرب عبد الوارث بن حبيب ومن كان معه من عسكر إلياس إلى بطن من البربر يُقال لهم ورفجومة من نفزة، لاجئين إليهم، فنزلوا عليهم، وكان أميرهم عاصم بن جميل. فكتب إليه حبيب يأمره بتوجيههم إليه فلم يفعل فزحف إليه حبيب، ولقيه عاصِم ، فاقتتلوا فانهزم حبيب. فكتب بعض أهل القَيْرَوان إلى عاصم وشيوخ وَزفَجُومة مظهرين لهم أنهم إنما يريدون أن يدعوا لأبي جعفر. فزحف عاصم بن جميل وأخوه مُكْرّم بمن كان معهم من البربر ومن لجأ إليهم من العَرب بعد أن هزموا حبيبًا، وساروا إلى ناحية قايس. حتى انتهوا إلى القيروان فخرج إليهم القاضي أبو كريب في أهل القير وان،فاقتتلوا حتى قُتل أبو كريب وأكثر أصحابه، ودخل ورفجومة القيروان واستباحوها، وسار عاصم إلى حبيب وهو بقابس فانهزم حبيب ولحق بجبل أوراس. فسار إليه عاصم فهزمه حبيبٌ وقتله مع جملة من أصحابه. وأقبل حبيب إلى القَيرَوان، فخرج إليه عبد الملك بن أبي الجَعْد، فاقتتلا فانهزم حبيب وفتل في المحرم من سنة أربعين ومئة هجري؛
ثم تغلب على أفريقية بعض القبائل الصفرية بعد مقتل حبيب وعاصم فدخلوا القيروان وربطوا دوابهم في المسجد الجامع. وقتلوا كل من كان من قُريش، وعذبوا أهلها. وأساءت ورفجومة لأهل القيروان سوء العذاب» وندم الذين استدعوهم أشد ندامة. ثم قام أبو الخطاب عبد الأعلى بن السمح المَعَافِرِي وكان ثائرا متغْلبًا خرج من طرابلس بعدما كان استولى عليها يريد القيروان؛ لقتال ورفجومة الصفرية. فالتقى معهم وقاتلهم. ثم هزمهم وتبعهم يقتلهم. ثم انصرف إلى القَيْروان واستولى عليها. فلما غلبت الصفرية على أفريقية وقتلت ورفجومة من عرب قريش وغيرها، جاء وفد من أهل القيروان يشكون إلى الخليفة العباسي أبو جعفر المنصور ويستنصرون به على البربر فكلف محمد بن الاشعث الخزاعي والي مصر بالسير إليهم.

## جيش الخلافة
وبلغ عدد الجيش الخلافة أربعين الف مقاتل عليها 28 قائدًا، ثلاثين ألف فارس من أهل خراسان، وعشرة آلاف من أهل الشام، وأمرهم أبو جعفر المنصور بالسمع والطاعة لمحمد بن الاشعث الخزاعي. فإن حدث به حدث كان أميرهم الأغلب بن سالم التميمي، فإن حدث به حدث فالمخارق بن غفار الطائي، فإن حدث به حدث فالمحارب بن هلال الفارسي. فمات المحارب قبل وصلوهم إلى إفريقية.

## جيش أبي الخطاب
جمع أبو الخطاب أصحابه من كل ناحية. ومضى في عدد عظيم فوصل إلى سرت. واستقدم عبد الرحمن بن رستم من القيروان، فقدم بمن معه.

## المعركة
صار جيش الخلافة بقيادة محمد بن الاشعث الخزاعي لملاقاة الخوارج حتى وصل سرت وكان أيضا الخوارج قد خرجوا بقيادة أبو الخطاب الخارجي لملاقاة جيش الخلافة وقد فاق عددهم جيش الخلافة ولم يبادرهم بن الاشعث بالقتال فقد حصا انشقاق في صفوف أبو الخطاب فقد اتهمت زناتة بميل أبو الخطاب إلى هوارة بسبب قتيل أدى ذلك إلى انسحاب زناتة عن ابي الخطاب فضعف امره قليلا. وظن ابن الأشعث أن مادة الخوارج قد انقطعت وإذا [هم] قد أطل عليهم أبو هريرة الزناتي في ستة عشر ألفا، فلقيهم ابن الأشعث وقتلهم جميعا سنة أربع وأربعين وكتب إلى المنصور بظفره، ورتب الولاة في الأعمال كلها، كان محمد بن الاشعث الخزاعي محارب قويا وعسكريا بارعا ذا خطط عسكرية هادفة فعندما بلغه انشقاق صفوف الخوارج أظهر أنه انسحب إلى المشرق بأمر من أبي جعفر المنصور فشاع بذلك بين الناس ففارقه بعض جماعته.
فتحرك على قدر ميل ووصلت الأخبتر إلى أبي الخطاب برجوع بن الأشعث إلى المشرق ففارقه بعض قواته فنجح ذلك بن الأشعث في تخطيطه العسكري. ثم انسحب محمد بن الاشعث الخزاعي أميالًا وصار متثاقلا في سيره وفعل ذلك في اليوم الثالث. ثم اختار أهل الجلد والقوة من جيشه، وسار بهم الليلة كله. فصبح أبا الخطاب وقد اختل عسكره. فلما التقوا ترجّل جماعة من أصحاب ابن الأشعث وقاتلوا. فانهزم البربر وقتل أبو الخطاب وعامة من معه، وذلك في شهر ربيع الأول من سنة أربع وأربعين ومائة. فكانت عدة من قتل من البربر أربعين ألفاً. ولما انتهى الخبر إلى عبد الرحمن بن رستم هرب إلى تيهرت واختطها وبلغ أهل القيروان خبر أبي الخطاب.
مقتل أبي الخطاب:
وقد لقي أبو الخطاب مصرعه قتيلا في ميدان المعركة من سيوف الجيش العباسي ثم أمر القائد محمد بن الأشعث برأس أبي الخطاب  أن يحمل إلى أبي جعفر المنصور ببغداد ويقول بن الأثير ((فعاد الأشعث وشجعان عسكره مجدًا فصبح أبا الخطاب وهو غير متأهب للحرب فوضعوا السيوف في الخوارج واشتد القتال فقتل أبو الخطاب وعامة أصحابه في صفر سنة أربع وأربعين ومائة.)).

## هزيمة أبو هريرة الزناتي
الأشعث ولما انتهاء بن الأشعث من هزيمة الخوارج وتفرقوا في البلاد بمعركة تاورغا ظن ان الخوارج انتهت قواهم فإذا بابي هريرة الزناتي الخارجي يباغتهم بستة عشر إلف من الخوارج فكر عليه بن وهزمه شر هزيمة وتفرق جنده.

### فهرس
1. ↑  ابن عذاري 2013، صفحة 100.
2. ↑  ابن عذاري 2013، صفحة 101.
3. 1 2 3  ابن عذاري 2013، صفحة 101-102.
4. 1 2  ابن عذاري 2013، صفحة 105.
5. 1 2 3  "نهاية الأرب في فنون الأدب/ولاية محمد بن الأشعث الخزاعي". موسوعة الأدب العربي. 27 يوليو 2022. مؤرشف من الأصل في 2022-12-25. اطلع عليه بتاريخ 2022-12-24.
6. ↑  ابن الأثير الجزري (2012). الكامل في التاريخ (ط. 1). بيروت: دار الكتاب العربي. ج. 5. ISBN:9789953270142.
7. 1 2  نهاية الارب في معر فة فنون الادب للنويري المجلد 24
8. ↑  الكامل في التاريخ بن الاثير المجلد 4
9. ↑  بيان المغرب لابن عذاري المجلد 1 الكامل في التاريخ المجلد 4

### المعلومات الكاملة للمراجع
- ابن عذاري، أبو العباس أحمد بن محمد (2013). البيان المغرب في اختصار أخبار ملوك الأندلس والمغرب (ط. 1). تونس: دار الغرب الإسلامي. ج. 1.